# Lewica (2019)
Lewica – polska koalicja partii politycznych o charakterze lewicowym, utworzona przed wyborami parlamentarnymi w 2019, później kontynuowana. W parlamencie reprezentowana do grudnia 2021 i od marca 2023 przez Koalicyjny Klub Parlamentarny Lewicy (od grudnia 2021 do marca 2023 jedynie w Sejmie przez KK Poselski Lewicy). Od 2023 współtworzy trzeci rząd Donalda Tuska w sojuszu z Koalicją Obywatelską i Trzecią Drogą, w którym wicepremierem z jej ramienia jest Krzysztof Gawkowski.

## Historia

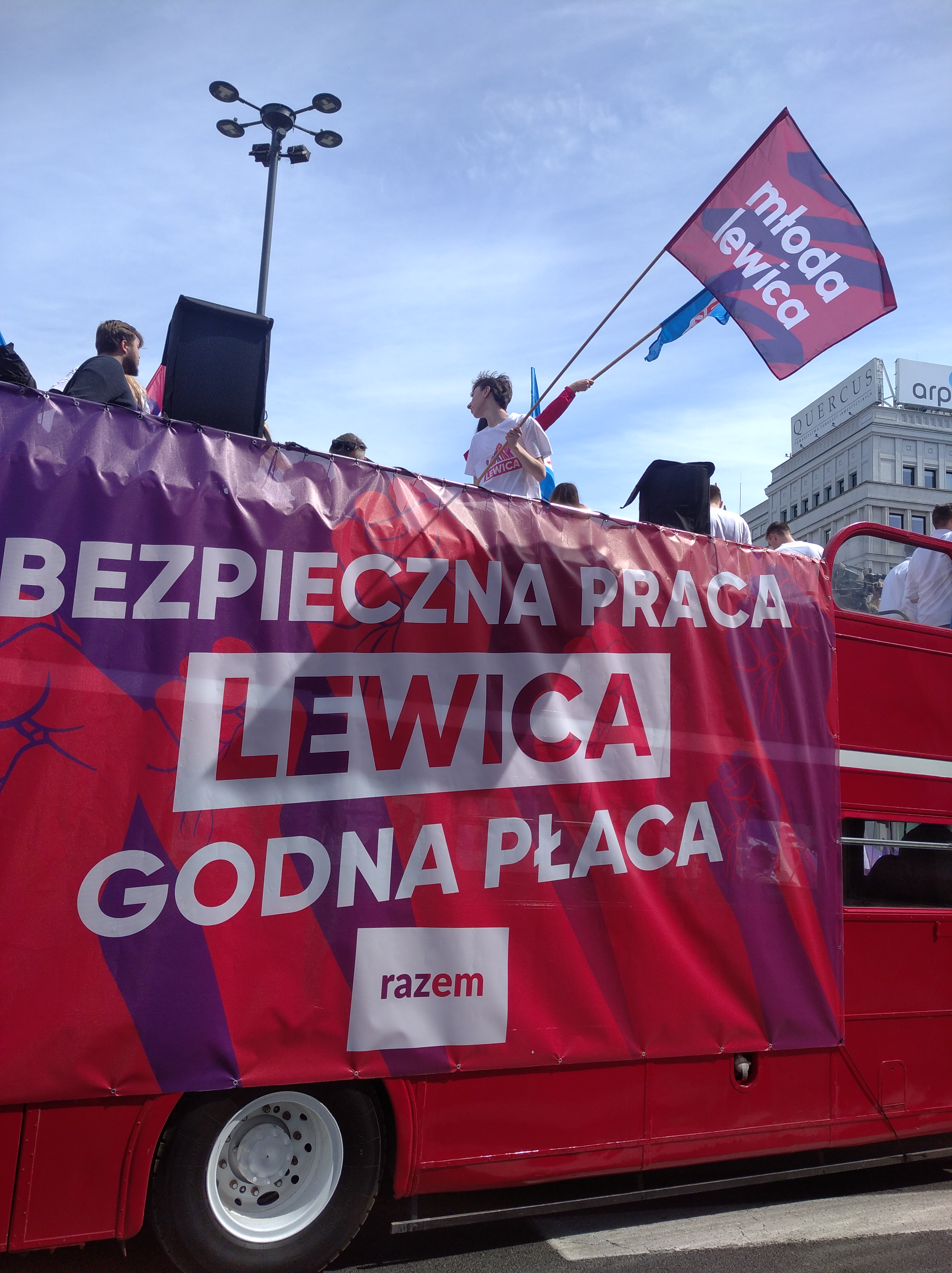
Transparent Lewicy niesiony w trakcie pochodu 1 maja 2022

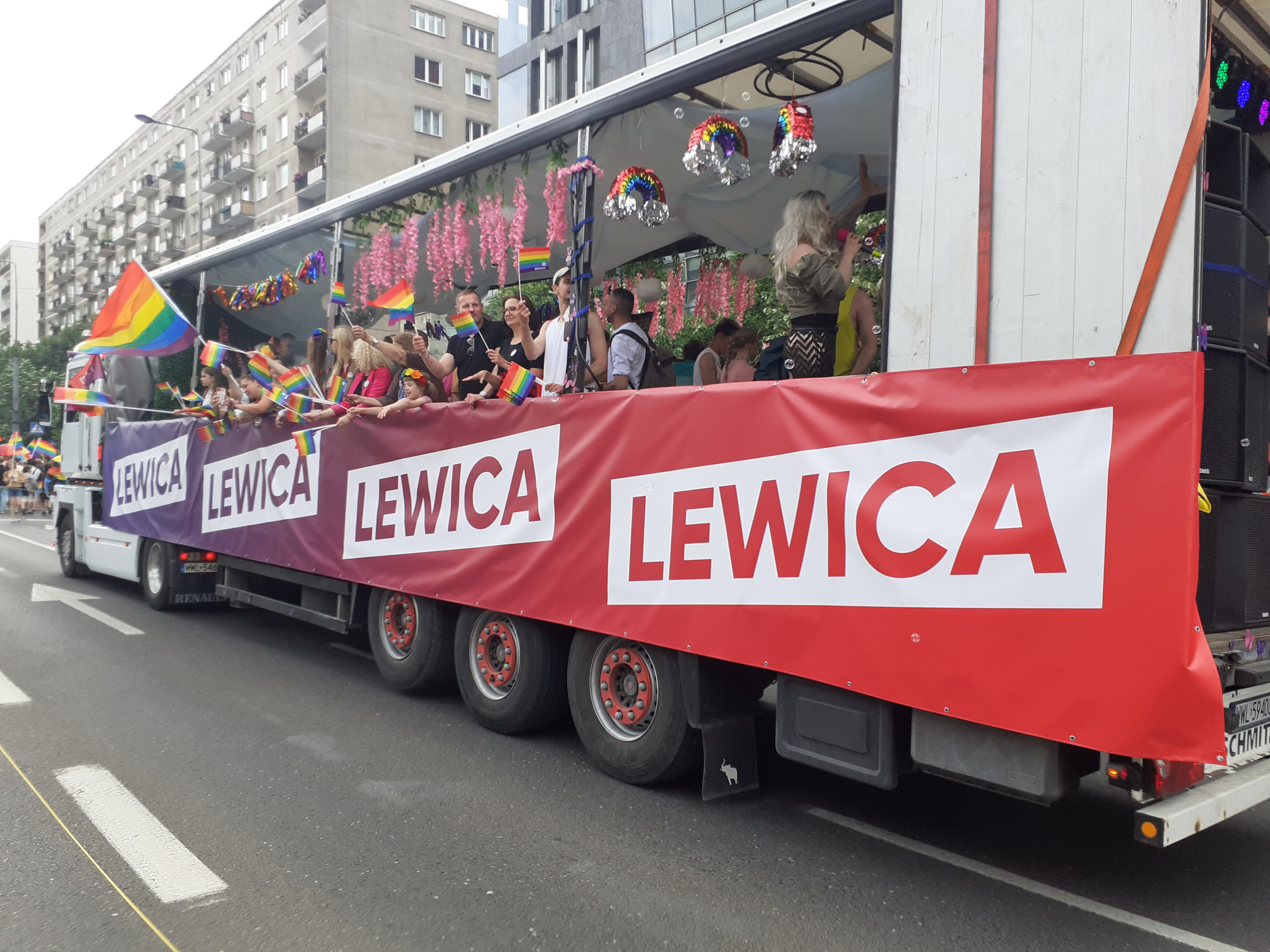
Lewica na Paradzie Równości w 2023

19 lipca 2019 wspólny start w wyborach parlamentarnych zapowiedziały Sojusz Lewicy Demokratycznej, Wiosna i Lewica Razem. Dzień później do porozumienia dołączyła także Polska Partia Socjalistyczna. Potem poinformowano także o poszerzeniu sojuszu o Unię Pracy, Twój Ruch, Inicjatywę Feministyczną i Polską Partię Internetową, a także kilka organizacji niepartyjnych (m.in. stowarzyszenia „Ordynacka” i „Kuźnica” czy Związek Zawodowy Rolnictwa i Obszarów Wiejskich „Regiony”) oraz o przyjęciu przez koalicję nazwy „Lewica”. UP i IF ostatecznie wycofały się z uczestnictwa w projekcie. 6 sierpnia, w związku z chęcią uniknięcia konieczności przekroczenia w wyborach do Sejmu 8-procentowego progu dla koalicji przy stworzeniu wrażenia komitetu koalicyjnego, doszło do zmiany formalnego skrótu Sojuszu Lewicy Demokratycznej z „SLD” na „Lewica”, aby pod tą nazwą porozumienie ugrupowań lewicowych wystąpiło w wyborach. Do rejestracji nowego skrótu nie doszło jednak przed upływem terminu rejestracji komitetów wyborczych, w związku z czym koalicja przystąpiła do wyborów jako KW Sojusz Lewicy Demokratycznej, jednak posługując się logotypem z napisem „Lewica”. Na listach SLD, spośród członków innych partii, znalazło się ponad 200 działaczy Razem, około 100 Wiosny, po kilku PPS i TR, a ponadto przedstawiciel Komunistycznej Partii Polski, lider PPI oraz pojedynczy członkowie Ruchu Sprawiedliwości Społecznej i Nowoczesnej.
W odbywających się 13 października wyborach komitet uzyskał 2 319 946 głosów, tj. 12,56% głosów ważnych, zajmując 3. miejsce za PiS i KO. Pozwoliło to na wprowadzenie do parlamentu 49 posłów i 2 senatorów. W Sejmie mandaty uzyskało 24 przedstawicieli SLD, 19 Wiosny i 6 Razem, zaś w Senacie znalazło się po jednej osobie z Wiosny i PPS.
Na sześć dni przed rozpoczęciem nowej kadencji Sejmu powołano władze przyszłego klubu parlamentarnego (do którego zdecydowały się przystąpić wszystkie partie wybrane z list SLD). Na przewodniczącego klubu wybrano sekretarza Wiosny Krzysztofa Gawkowskiego. Klub przyjął nazwę „Koalicyjny Klub Parlamentarny Lewicy (Razem, Sojusz Lewicy Demokratycznej, Wiosna Roberta Biedronia)”. 12 listopada 2019 wicemarszałkiem Sejmu z ramienia Lewicy został szef SLD Włodzimierz Czarzasty, a wicemarszałkiem Senatu wiceszefowa Wiosny Gabriela Morawska-Stanecka.
Po wyborach rozpoczęto działania mające prowadzić do połączenia SLD i Wiosny. 14 grudnia tego samego roku odbyły się obrady ciał statutowych SLD i Wiosny, po których poinformowano, że z połączenia obu ugrupowań powstanie partia Nowa Lewica. Sąd Okręgowy w Warszawie zaakceptował nieprawomocnie 27 stycznia 2020 przerejestrowanie SLD na Nową Lewicę (decyzja ta uprawomocniła się w marcu 2021), pod którym to szyldem miała powstać wspólna formacja.
19 stycznia 2020 wspólnym kandydatem SLD, Wiosny i Razem w wyborach prezydenckich w tym samym roku został ogłoszony prezes Wiosny Robert Biedroń. 1 lutego poparła go także PPS. W czerwcowych wyborach zajął on 6. miejsce spośród 11 kandydatów, uzyskując 2,22% głosów. Przed II turą Robert Biedroń poparł kandydata KO Rafała Trzaskowskiego, jednak Lewica, ani żadna partia wchodząca w jej skład, nie udzieliła mu oficjalnego poparcia (specjalne stanowisko w sprawie niepopierania żadnego z kandydatów zajęła PPS).
8 września 2020 KKP Lewicy opuściła dotychczasowa posłanka Wiosny Hanna Gill-Piątek, przechodząc do formacji Polska 2050. 11 stycznia 2021 w Parlamencie Europejskim powstała delegacja Nowej Lewicy, w której znaleźli się zarówno eurodeputowani SLD (Nowej Lewicy), jak i Wiosny. Nie przystąpili do niej jednak pozostający członkiem SLD Leszek Miller oraz bezpartyjni przedstawiciele Lewicy Marek Belka i Włodzimierz Cimoszewicz (którzy przestali tym samym reprezentować SLD). Przewodniczącym delegacji został Robert Biedroń. Trzej byli premierzy, którzy nie przystąpili do tej delegacji, pozostali w dotychczasowej delegacji, która przyjęła nazwę Lewica dla Europy. Na jej czele stanął Leszek Miller, który wystąpił z SLD/Nowej Lewicy w marcu 2021. 21 marca 2021 KKP Lewicy opuściła kolejna posłanka, jego wiceszefowa Monika Pawłowska, przechodząc z Wiosny do Porozumienia.
11 czerwca 2021 zgromadzenie ogólne Wiosny (której działacze zgłosili akces do Nowej Lewicy) podjęło decyzję o samorozwiązaniu partii. 17 lipca 2021 zarząd Nowej Lewicy podjął decyzję o powołaniu dwóch frakcji w partii: SLD i Wiosna. 9 października 2021 odbyła się konwencja zjednoczeniowa partii politycznej Nowa Lewica, podczas której wybrano dwóch współprzewodniczących partii (zostali nimi ostatni szefowie jednoczących się partii, Włodzimierz Czarzasty z SLD i Robert Biedroń z Wiosny) oraz 14 wiceprzewodniczących partii (po 7 z obu frakcji).
14 grudnia 2021 klub parlamentarny opuściło pięcioro parlamentarzystów (troje posłów i oboje senatorów), którzy na czele z liderem PPS Wojciechem Koniecznym utworzyli Koło Parlamentarne PPS. Klub przyjął wówczas nazwę „Koalicyjny Klub Poselski Lewicy (Nowa Lewica, Razem)”. 5 lutego 2023 przemianowało się ono na Koło Parlamentarne Lewicy Demokratycznej (reprezentujące Stowarzyszenie Lewicy Demokratycznej, odwołujące się do tradycji dawnej partii SLD), a Wojciech Konieczny został senatorem niezrzeszonym. 8 marca 2023 powrócił on do KKP Lewicy, w związku z czym klub odzyskał status klubu parlamentarnego i przyjął nazwę „Koalicyjny Klub Parlamentarny Lewicy (Nowa Lewica, PPS, Razem)”. 7 czerwca 2023 NL i KKP Lewicy opuściła posłanka Karolina Pawliczak, a dwa i pół miesiąca później posłanka Beata Maciejewska.
27 listopada 2022 współprzewodniczącymi Lewicy Razem, którą do tej pory kolegialnie kierował zarząd krajowy, zostali Adrian Zandberg i Magdalena Biejat.
27 lutego 2023 NL i Razem wraz PPS i UP podpisały porozumienie dotyczące wspólnego startu w wyborach parlamentarnych w 2023 oraz w wyborach samorządowych i do Parlamentu Europejskiego w 2024. W sierpniu 2023 do koalicji dołączyła także Socjaldemokracja Polska. Do wyborów parlamentarnych Lewica przystąpiła jako komitet wyborczy partii NL (z jego list poza kandydatami ogłoszonych uczestników porozumienia wystartowali również członkowie Wolności i Równości oraz wyrejestrowanego RSS). W wyborach na listy NL do Sejmu oddano 1 859 018 głosów, tj. 8,61% głosów ważnych. Pozwoliło to na zajęcie 4. miejsca i uzyskanie 26 mandatów w Sejmie oraz 9 w Senacie. W Sejmie 19 mandatów uzyskali przedstawiciele NL (12 frakcji SLD i 7 frakcji Wiosna), a 7 reprezentanci Razem. W Senacie mandaty otrzymało 5 członków NL (4 z SLD i 1 z Wiosny), 2 Razem oraz po 1 PPS i UP. W nowej kadencji klub przyjął nazwę „Koalicyjny Klub Parlamentarny Lewicy (Nowa Lewica, PPS, Razem, Unia Pracy)”. Funkcję wicemarszałka Sejmu utrzymał Włodzimierz Czarzasty z NL, a wicemarszałkiem Senatu została Magdalena Biejat z Razem. Jego przewodniczącym początkowo pozostawał Krzysztof Gawkowski, którego w związku z objęciem przez niego stanowiska wicepremiera w rządzie Donalda Tuska po miesiącu zastąpiła Anna Maria Żukowska. Oprócz Krzysztofa Gawkowskiego, członkami rządu z ramienia Lewicy zostali, także należący do NL: Agnieszka Dziemianowicz-Bąk, Katarzyna Kotula (której stanowisko zostało jednak zlikwidowane w lipcu 2025) i Dariusz Wieczorek (którego w styczniu 2025 zastąpił Marcin Kulasek). Delegować przedstawicieli na funkcje rządowe nie zdecydowała się Lewica Razem. Spoza NL, reprezentantem Lewicy w rządzie w randze wiceministra został lider PPS. 11 działaczy NL objęło stanowiska wicewojewodów.
W wyborach samorządowych w 2024 Lewica wystartowała jako komitet koalicyjny NL, Razem, PPS i UP. W wyborach do sejmików województw uzyskała 6,32% głosów, zdobywając 8 mandatów radnych (7 otrzymali przedstawiciele NL, a 1 Razem; wkrótce jednak przedstawicielkę Razem zastąpiła ósma radna NL) w 6 województwach (w 4 z nich działacze NL zasiedli w zarządach koalicyjnych z KO i TD). Komitet Lewicy (pod którego szyldem startowała tylko część działaczy partii tworzących koalicję) wystawił 30 kandydatów na włodarzy, w tym 17 na prezydentów miast. W II turze na prezydentów zostali wybrani Krzysztof Matyjaszczyk w Częstochowie (ubiegający się o reelekcję) i Krzysztof Kukucki we Włocławku – obaj z NL (z frakcji SLD). Na prezydenta stołecznej Warszawy kandydowała Magdalena Biejat z Razem, zajmując 3. miejsce.
W wyborach do Parlamentu Europejskiego w tym samym roku Lewica ponownie wystartowała jako komitet koalicyjny tych samych czterech partii, choć na jej listach nie znaleźli się członkowie PPS. Z list Lewicy wystartowało 90 członków NL, 20 Razem, 1 UP i 19 osób bezpartyjnych (w tym ubiegający się o reelekcję reprezentanci delegacji Lewica dla Europy – Marek Belka i Włodzimierz Cimoszewicz). Liderami list zostało 8 działaczy NL, 2 Razem i 3 osoby bezpartyjne (w tym obie z LdE). W wyborach Lewica zajęła 5. miejsce z wynikiem 6,3% głosów, uzyskując 3 mandaty, które zdobyli działacze NL (wszyscy z frakcji Wiosna) – ubiegający się o reelekcję Robert Biedroń, a także dotychczasowi posłowie i wiceministrowie Joanna Scheuring-Wielgus oraz Krzysztof Śmiszek.
24 października tego samego roku połowa parlamentarzystów Razem (3 z 8 posłów i obie senator) na czele z Magdaleną Biejat wystąpiła z tej partii, a trzy dni później ugrupowanie pod wodzą Adriana Zandberga zdecydowało o opuszczeniu klubu parlamentarnego Lewicy i utworzeniu własnego koła poselskiego, przechodząc do opozycji (przemianowało się jednocześnie z Lewicy Razem na Partię Razem, powracając do nazwy sprzed powołania koalicji Lewica). Klub Lewicy przemianował się w związku z tym na „KKP Lewicy (Nowa Lewica, PPS, Unia Pracy)”. Parlamentarzystki, które odeszły z Razem, powołały stowarzyszenie polityczne Ruch Wspólne Jutro, na czele którego stanęła posłanka Daria Gosek-Popiołek (zarejestrowano je 26 marca 2025).
15 grudnia 2024 NL wskazała Magdalenę Biejat jako kandydatkę w wyborach prezydenckich w 2025 (poparły ją również PPS oraz – po rezygnacji z planów startu Waldemara Witkowskiego – UP). Uzyskała ona 4,23% głosów, zajmując 7. miejsce spośród 13 kandydatów. W II turze poparła reprezentującego KO Rafała Trzaskowskiego, uczyniły to także NL i UP; PPS nie poparła oficjalnie żadnego kandydata.
25 kwietnia 2025 z klubu został wykluczony senator Piotr Woźniak (dzień później wystąpił także z NL).

## Postulaty programowe
- Podwyższenie płacy minimalnej do 2700 złotych brutto w 2019 roku[48],
- prawne uznanie związków partnerskich[48],
- zwiększenie liczby lekarzy o ponad 50 tysięcy do 2025 roku[48],
- stworzenie bezpłatnego miejsca w żłobku dla każdego dziecka[48],
- refundacja programu in vitro[48],
- likwidacja Funduszu Kościelnego[49],
- likwidacja klauzuli sumienia[49],
- wprowadzenie kas fiskalnych dla księży[48],
- refundacja nowoczesnej antykoncepcji[49],
- likwidacja Instytutu Pamięci Narodowej, Polskiej Fundacji Narodowej i Rady Mediów Narodowych[49],
- reforma Trybunału Konstytucyjnego, sądów powszechnych, prokuratury i Krajowej Rady Sądownictwa[49],
- legalna aborcja do 12 tygodnia na żądanie kobiety[49],
- rozszerzanie wykorzystania odnawialnych źródeł energii[50],
- większe dofinansowanie nauki i ochrony zdrowia[50],
- wycofanie lekcji religii ze szkół[50],
- przywrócenie niezależności instytucjom prawa[50].

## Parlamentarzyści

### Posłowie na Sejm RP X kadencji
| Nowa Lewica | Nowa Lewica                                                                                              | Nowa Lewica |
| --- | --- | --- |
| | | |
| - Włodzimierz Czarzasty – wicemarszałek Sejmu - Jacek Czerniak - Agnieszka Dziemianowicz-Bąk - Krzysztof Gawkowski - Katarzyna Kotula - Anita Kucharska-Dziedzic | - Piotr Kowal - Marcin Kulasek - Łukasz Litewka - Wanda Nowicka - Arkadiusz Sikora - Wiesław Szczepański | - Andrzej Szejna - Tadeusz Tomaszewski - Tomasz Trela - Katarzyna Ueberhan - Dariusz Wieczorek - Anna Maria Żukowska – szefowa KKP Lewicy |
| Stowarzyszenie „Ruch Wspólne Jutro” | | |
| | | |
| - Daria Gosek-Popiołek | - Dorota Olko                                                                                            | - Joanna Wicha |

Byli posłowie:
- Maciej Konieczny (Lewica Razem) – do 30 października 2024, został posłem niezrzeszonym, następnie koła Razem
- Paulina Matysiak (Lewica Razem) – do 30 października 2024, została posłem niezrzeszonym, następnie koła Razem
- Joanna Scheuring-Wielgus (Nowa Lewica) – do 10 czerwca 2024, wybrana do Parlamentu Europejskiego
- Marta Stożek (Lewica Razem) – od 26 czerwca 2024, zastąpiła Krzysztofa Śmiszka; do 30 października 2024, została posłem niezrzeszonym, następnie koła Razem
- Krzysztof Śmiszek (Nowa Lewica) – do 10 czerwca 2024, wybrany do Parlamentu Europejskiego
- Adrian Zandberg (Lewica Razem) – do 30 października 2024, został posłem niezrzeszonym, następnie koła Razem
- Marcelina Zawisza (Lewica Razem) – do 30 października 2024, została posłem niezrzeszonym, następnie koła Razem

### Senatorowie XI kadencji Senatu
| Nowa Lewica                               | Nowa Lewica                                         |
| ----------------------------------------- | --------------------------------------------------- |
|                                           |                                                     |
| - Marcin Karpiński - Maciej Kopiec        | - Stanisław Pawlak - Małgorzata Sekuła-Szmajdzińska |
| Stowarzyszenie „Ruch Wspólne Jutro”       |                                                     |
|                                           |                                                     |
| - Magdalena Biejat – wicemarszałek Senatu | - Anna Górska                                       |
| Polska Partia Socjalistyczna              |                                                     |
|                                           |                                                     |
| - Wojciech Konieczny                      |                                                     |
| Unia Pracy                                |                                                     |
|                                           |                                                     |
| - Waldemar Witkowski                      |                                                     |

Byli senatorowie:
- Krzysztof Kukucki (Nowa Lewica) – do 22 kwietnia 2024, wybrany na prezydenta Włocławka
- Piotr Woźniak (Nowa Lewica) – do 25 kwietnia 2025, został senatorem niezrzeszonym

### Eurodeputowani Lewicy (od 2024)
|                                                                                  |  |  |
| - Robert Biedroń - Joanna Scheuring-Wielgus - Krzysztof Śmiszek – szef delegacji |  |  |

### Eurodeputowani Lewicy (do 2024)
|                                                                                     |  |  |
| - Marek Balt - Robert Biedroń – szef delegacji - Łukasz Kohut - Bogusław Liberadzki |  |  |
| Lewica dla Europy                                                                   |  |  |
|                                                                                     |  |  |
| - Marek Belka - Włodzimierz Cimoszewicz - Leszek Miller – szef delegacji            |  |  |

### Posłowie na Sejm RP IX kadencji
| Nowa Lewica | Nowa Lewica | Nowa Lewica |
| --- | --- | --- |
| | | |
| - Rafał Adamczyk - Romuald Ajchler - Wiesław Buż - Włodzimierz Czarzasty – wicemarszałek Sejmu - Jacek Czerniak - Marek Dyduch - Agnieszka Dziemianowicz-Bąk - Monika Falej - Krzysztof Gawkowski – szef KKP Lewicy - Maciej Gdula - Arkadiusz Iwaniak - Przemysław Koperski | - Maciej Kopiec - Katarzyna Kotula - Katarzyna Kretkowska - Paweł Krutul - Anita Kucharska-Dziedzic - Marcin Kulasek - Wanda Nowicka - Robert Obaz - Małgorzata Prokop-Paczkowska - Marek Rutka - Joanna Scheuring-Wielgus - Małgorzata Sekuła-Szmajdzińska | - Anita Sowińska - Wiesław Szczepański - Andrzej Szejna - Jan Szopiński - Krzysztof Śmiszek - Tadeusz Tomaszewski - Tomasz Trela - Katarzyna Ueberhan - Dariusz Wieczorek - Zdzisław Wolski - Bogusław Wontor - Anna Maria Żukowska |
| Lewica Razem | | |
| | | |
| - Magdalena Biejat - Daria Gosek-Popiołek | - Maciej Konieczny - Paulina Matysiak | - Adrian Zandberg - Marcelina Zawisza |

Wcześniejsi posłowie:
- Hanna Gill-Piątek (Wiosna) – do 8 września 2020, została posłanką niezrzeszoną, następnie koła Polski 2050, ponownie niezrzeszoną i klubu Koalicji Obywatelskiej
- Robert Kwiatkowski (Nowa Lewica) – do 14 grudnia 2021, przeszedł do koła Polskiej Partii Socjalistycznej, późniejszego Koła Parlamentarnego Lewicy Demokratycznej
- Beata Maciejewska – do 24 sierpnia 2023, została posłanką niezrzeszoną
- Karolina Pawliczak (Nowa Lewica) – do 7 czerwca 2023, została posłanką niezrzeszoną, następnie klubu Koalicji Obywatelskiej
- Monika Pawłowska (Wiosna) – do 21 marca 2021, została posłanką niezrzeszoną, następnie koła Porozumienia i klubu Prawa i Sprawiedliwości
- Andrzej Rozenek – do 14 grudnia 2021, przeszedł do koła Polskiej Partii Socjalistycznej, późniejszego Koła Parlamentarnego Lewicy Demokratycznej
- Joanna Senyszyn (Nowa Lewica) – do 14 grudnia 2021, przeszła do koła Polskiej Partii Socjalistycznej, późniejszego Koła Parlamentarnego Lewicy Demokratycznej

### Senatorowie X kadencji Senatu
| Polska Partia Socjalistyczna | Polska Partia Socjalistyczna | Polska Partia Socjalistyczna |
| ---------------------------- | ---------------------------- | ---------------------------- |
|                              |                              |                              |
| - Wojciech Konieczny         |                              |                              |

Wcześniejsza senator:
- Gabriela Morawska-Stanecka (Nowa Lewica) – wicemarszałek Senatu, do 13 grudnia 2021, przeszła do koła Polskiej Partii Socjalistycznej, późniejszego Koła Parlamentarnego Lewicy Demokratycznej, następnie do klubu Koalicji Obywatelskiej

## Lewica wtrzecim rządzie Donalda Tuska(stan aktualny)
| Nowa Lewica | Nowa Lewica | Nowa Lewica |
| --- | ----------- | ----------- |
| |             |             |
| - Krzysztof Gawkowski – wiceprezes Rady Ministrów, minister cyfryzacji - Agnieszka Dziemianowicz-Bąk – minister rodziny, pracy i polityki społecznej - Marcin Kulasek – minister nauki - Jacek Czerniak – sekretarz stanu w Ministerstwie Rolnictwa i Rozwoju Wsi - Katarzyna Kotula – sekretarz stanu w Kancelarii Prezesa Rady Ministrów - Krzysztof Kukucki – sekretarz stanu w Ministerstwie Rozwoju i Technologii - Marcin Kulasek – sekretarz stanu w Ministerstwie Aktywów Państwowych - Dariusz Standerski – sekretarz stanu w Ministerstwie Cyfryzacji - Wiesław Szczepański – sekretarz stanu w Ministerstwie Spraw Wewnętrznych i Administracji - Andrzej Szejna – sekretarz stanu w Ministerstwie Spraw Zagranicznych - Bartłomiej Ciążyński – podsekretarz stanu w Ministerstwie Sprawiedliwości - Sebastian Gajewski – podsekretarz stanu w Ministerstwie Rodziny, Pracy i Polityki Społecznej - Przemysław Koperski – podsekretarz stanu w Ministerstwie Infrastruktury - Tomasz Lewandowski – podsekretarz stanu w Ministerstwie Rozwoju i Technologii - Ireneusz Nalazek – podsekretarz stanu w Ministerstwie Sportu i Turystyki - Paulina Piechna-Więckiewicz – podsekretarz stanu w Ministerstwie Edukacji Narodowej - Monika Sikora – podsekretarz stanu w Ministerstwie Funduszy i Polityki Regionalnej - Anita Sowińska – podsekretarz stanu w Ministerstwie Klimatu i Środowiska - Stanisław Wziątek – podsekretarz stanu w Ministerstwie Obrony Narodowej |             |             |
| Polska Partia Socjalistyczna |             |             |
| |             |             |
| - Wojciech Konieczny – sekretarz stanu w Ministerstwie Zdrowia |             |             |

## Reprezentacja w sejmikach

### Radni sejmików VII kadencji
| Obecni                          | Obecni                              | Obecni                                            | Obecni                                            |
| ------------------------------- | ----------------------------------- | ------------------------------------------------- | ------------------------------------------------- |
|                                 |                                     |                                                   |                                                   |
| - Rafał Adamczyk - Ewelina Balt | - Piotr Bors - Katarzyna Kretkowska | - Katarzyna Lubiniecka-Różyło - Justyna Pankowska | - Paulina Piechna-Więckiewicz - Stanisław Wziątek |
| Byli                            |                                     |                                                   |                                                   |
| - Dawid Murawa                  | - Marta Stożek                      |                                                   |                                                   |

Marta Stożek reprezentowała Lewicę Razem, pozostali radni to reprezentanci Nowej Lewicy.

### Radni sejmików VI kadencji
| Pod koniec kadencji                                 | Pod koniec kadencji                                             | Pod koniec kadencji                                     | Pod koniec kadencji              |
| --------------------------------------------------- | --------------------------------------------------------------- | ------------------------------------------------------- | -------------------------------- |
|                                                     |                                                                 |                                                         |                                  |
| - Ewa Bieniek - Adam Cukier - Agnieszka Grzechowiak | - Maria Jaworska - Tadeusz Jędrzejczak - Krystyna Kubicka-Sztul | - Sławomir Muzyka - Mariusz Ogończyk - Stanisław Pawlak | - Rafał Porc - Stanisław Wziątek |
| Wcześniejsi                                         |                                                                 |                                                         |                                  |
| - Henryk Milcarz                                    | - Tadeusz Kochanowski                                           | - Gabriela Łacna                                        |                                  |

Wszyscy radni sejmików wojewódzkich zostali wybrani z ramienia KKW SLD Lewica Razem i byli związani z Nową Lewicą.

### Aktualna reprezentacja
| Sejmik             | Mandaty        | Władza   |
| ------------------ | -------------- | -------- |
| dolnośląski        | 1/36           | Opozycja |
| kujawsko-pomorski  | 0/30           | Brak     |
| lubelski           | 0/33           | Brak     |
| lubuski            | 0/30           | Brak     |
| łódzki             | 1/33           | Koalicja |
| małopolski         | 0/39           | Brak     |
| mazowiecki         | 1/51           | Opozycja |
| opolski            | 0/30           | Brak     |
| podkarpacki        | 0/33           | Brak     |
| podlaski           | 0/30           | Brak     |
| pomorski           | 0/33           | Brak     |
| śląski             | 2/45           | Koalicja |
| świętokrzyski      | 0/30           | Brak     |
| warmińsko-mazurski | 0/30           | Brak     |
| wielkopolski       | 2/39           | Koalicja |
| zachodniopomorski  | 1/30           | Koalicja |
| Mandaty ogółem     | Mandaty ogółem | 8/552    |

## Wybory

### Wybory parlamentarne
| Wybory | Sejm                                  | Sejm       | Sejm  | Sejm    | Sejm    | Senat     | Senat     | Senat | Senat   | Senat   | Rząd     |
| Wybory | Głosy                                 | Głosy      | Głosy | Mandaty | Mandaty | Głosy     | Głosy     | Głosy | Mandaty | Mandaty | Rząd     |
| Wybory | Liczba                                | %          | +/−   | Liczba  | +/−     | Liczba    | %         | +/−   | Liczba  | +/−     | Rząd     |
| ------ | ------------------------------------- | ---------- | ----- | ------- | ------- | --------- | --------- | ----- | ------- | ------- | -------- |
| 2019   | 2 319 946                             | 12,56 (3.) | –     | 49/460  | 49      | 415 745   | 2,28 (4.) | –     | 2/100   | 2       | Opozycja |
| 2019   | Jako KW Sojusz Lewicy Demokratycznej. |            |       |         |         |           |           |       |         |         | Opozycja |
| 2023   | 1 859 018                             | 8,61 (4.)  | 3,95  | 26/460  | 23      | 1 131 639 | 5,29 (4.) | 3,01  | 9/100   | 7       | Koalicja |
| 2023   | Jako KW Nowa Lewica.                  |            |       |         |         |           |           |       |         |         | Koalicja |

### Wybory do Parlamentu Europejskiego
| Wybory | Liczba głosów | %        | Liczba mandatów | +/- |
| ------ | ------------- | -------- | --------------- | --- |
| 2024   | 741 071       | 6,3 (5.) | 3/53            | –   |

### Wybory samorządowe
| Wybory | Sejmiki | Sejmiki   | Sejmiki | Sejmiki | Sejmiki |
| Wybory | Głosy   | Głosy     | Głosy   | Mandaty | Mandaty |
| Wybory | Liczba  | %         | +/−     | Liczba  | +/−     |
| ------ | ------- | --------- | ------- | ------- | ------- |
| 2024   | 911 430 | 6,32 (5.) | –       | 8/552   | –       |

### Wybory prezydenckie
| Wybory | Kandydat         | I tura  | I tura     | I tura |
| Wybory | Kandydat         | Głosów  | %          |        |
| ------ | ---------------- | ------- | ---------- | ------ |
| 2020   | Robert Biedroń   | 432 129 | 2,22% (6.) |        |
| 2025   | Magdalena Biejat | 829 361 | 4,23% (7.) |        |

## Kompozycja

### Partie obecnie tworzące koalicję
| Partia | Partia | Partia                       | Ideologia                                 | Pozycja polityczna | Przewodniczący                        | Posłowie | Senatorowie | Posłowie do PE | Radni sejmików województw |
| ------ | ------ | ---------------------------- | ----------------------------------------- | ------------------ | ------------------------------------- | -------- | ----------- | -------------- | ------------------------- |
|        |        | Nowa Lewica                  | socjaldemokracja                          | centrolewica       | Robert Biedroń, Włodzimierz Czarzasty | 18/460   | 4/100       | 3/53           | 8/552                     |
|        |        | Polska Partia Socjalistyczna | socjaldemokracja, socjalizm demokratyczny | lewica             | Wojciech Konieczny                    | 0/460    | 1/100       | 0/53           | 0/552                     |
|        |        | Unia Pracy                   | socjaldemokracja, państwo opiekuńcze      | lewica             | Waldemar Witkowski                    | 0/460    | 1/100       | 0/53           | 0/552                     |